# Baronia de Veligosti
Veligosti ou Veligosti-Damala foi um feudo franco medieval do Principado da Acaia, originalmente centrado em Veligosti (em grego: Βελίγοστι ou Βελιγόστη; em francês: Véligourt; em castelhano: Viligorda; em italiano: Villegorde) no sul da Arcádia, mas também veio a incluir a área de Damala (em grego: Δαμαλᾶ; em francês: Damalet) na Argólida quando permaneceu sob um ramo cadete da família de la Roche. Após Veligosti ser perdida para os bizantinos por volta de 1300, o nome foi retido mesmo embora a baronia tivesse sido reduzida a Damala.

## História
Veligosti, próximo da antiga Megalópolis, parece ter caído para os cruzados francos sem resistência ca. 1206. A origem do nome é obscura. O historiador do século XIX Karl Hopf pensou que o nome grego deriva da forma francesa Veligourt, que por sua vez pode ser uma corruptela de Valaincourt/Walincourt, que Hopf propôs como o local de origem da linhagem baronal original de Mons. A família Valaincourt foi de fato representada na Quarta Cruzada, mas como Antoine Bon coloca, não há nada além da similaridade dos nomes para ligá-los à Moreia franca. Bon considera a forma "Veligosti" como a forma original — de origem eslava — e o nome franco foi derivado dele.
A baronia, estabelecida ca. 1209, foi uma das doze baronias seculares originais do Principado da Acaia e compreendeu quatro feudos de cavaleiros. Segundo a lista de signatários do Tratado de Sapienza em 1209, o primeiro barão foi Hugo de Mons, sucedido (em algum momento antes de 1230) por Mateus de Mons, que é o primeiro barão a ser mencionado na Crônica da Moreia. Mateus reteve a baronia até seu casamento com a princesa bizantina, uma filha de Teodoro II Láscaris, durante a missão à corte bizantina em algum momento na década de 1250. Karl Hopf, que não tinha conhecimento do Tratado de Sapienza, conjecturou a existência de dois barões do mesmo nome, Mateus I e II, para preencher o período de 1209, e que era o último que se casou com a princesa.
Mateus de Mons desapareceu das fontes após seu casamento, e o feudo e o título associado aparentemente passaram para um ramo júnior da família la Roche, cujo ramo sênior governou o Ducado de Atenas. Já num documento datado de 1256, Guilherme de la Roche é mencionado como "senhor de Veligosti" (dominus Villegordus). O processo de transferência é obscuro; Hopf sugeriu que uma irmã de Mateus de Mons pode ter se casado com Guilherme de la Roche. Guilherme de la Roche, irmão mais jovem do duque ateniense Guido I de la Roche, também reteve a região de Damala, na Argólida, como feudo, e os dois domínios uniram-se sob o mesmo título.
Damala (antiga e moderna Trezena) foi capturada facilmente nos primeiros dias da conquista franca da Moreia, diferente das cidadelas vizinhas de Argos e Náuplia, que continuou a resistir até 1212. Embora as últimas foram dadas como um feudo separado para os duque de la Roche de Atenas, Damala não é mencionada nas listas de barões nas versões francesa e grega da Crônica da Moreia, que data de ca. 1228/1230. Apenas a versão aragonesa menciona uma cavaleiro — aparentemente Guilherme de la Roche — que recebeu seis feudos na área e ergueu um castelo, bem como a posse de três feudos lá pela família Foucherolles. Estes relatos datam da segunda metade do século, e a área parece ter sido inteiramente desprovida de presença franca antes disso. Tiago de la Roche, evidentemente filho de Guilherme, é então mencionado como "senhor de Veligosti" na versão aragonesa, enquanto no começo do século XIV, Reinaldo de "Veligourt", filho de Jaime e Maria Aleman, filha do barão de Patras Guilherme Aleman, é mencionado como "senhor de Damala" (sires de Damalet).
Da década de 1260, Veligosti tornou-se uma importante base para o Principado da Acaia em sua guerra contra a província bizantina de Mistras no sul da Moreia. Junto com Nicles ela guardou os passos que levavam ao território bizantino na planície da Arcádia central, o coração da península. Após ca. 1272, a presença franca em Veligosti começou a ficar em ameaça crescente, com os bizantinos gradualmente invadindo a área. Por ca. 1300, Nicles e Veligosti foram perdidas para os bizantinos, e parecem ter sido arrasadas e/ou abandonadas inteiramente, pois não são mais mencionadas nas fontes. Embora agora confinada ao feudo de Damala, a família continuou a usar o título de Veligosti, ou sua versão francesa Veligourt desde então. Reinaldo foi provavelmente morto na Batalha de Halmiro em 1311, e sua herdeira, Jaqueline de la Roche, casou-se com Martinho Zaccaria, que também era senhor de Quios e barão de Chalandritza, em algum momento antes de 1325. Martinho foi sucedido por seus dois filhos, primeiro Bartolomeu, e depois de sua morte em 1336, Centurião I. Após a morte de Centurião em 1382, Damala parece ter sido perdida.